# Mohab Aziz
Mohab Aziz, né le 12 décembre 2004, à Alexandrie,, est un coureur cycliste égyptien.

## Biographie
En décembre 2022, Mohab Aziz se classe quatrième du CAC Nile Tour, une compétition égyptienne inscrite au calendrier junior de l'UCI. Il intègre ensuite la nouvelle équipe continentale SuezCanalDiscovery en 2024. Durant cette saison, il termine deuxième du championnat d'Égypte sur route. 
En mars 2025, il finit huitième du Tour du Cap. Le mois suivant, il termine premier du contre-la-montre et deuxième de la course en ligne sur ses championnats nationaux.  

## Palmarès et résultats

### Par année
- 2024
  - 2e du championnat d'Égypte sur route
- 2025
  -  Champion d'Égypte du contre-la-montre
  - 2e du championnat d'Égypte sur route

### Classements mondiaux
| Année           | 2024 |
| --------------- | ---- |
| UCI Africa Tour | 108e |